# Кантилена
Кантилена (итал. cantilena «песенка» от лат. cantilena «пение») — широкая, свободно льющаяся напевная мелодия: как вокальная, так и инструментальная. Кроме того, термин также обозначает напевность самой музыки или манеры её исполнения, способность певческого голоса к напевному исполнению мелодии. Оба эти значения восходят к названию средневекового музыкально-поэтического жанра.
Также это понятие часто применяют мастера, производящие музыкальные инструменты. Получившийся инструмент может иметь кантилену, а может быть лишён её. Последний считается браком, так как не отвечает требованиям «певучести». Для проверки качеств инструмента используется довольно простой тест: извлекается аккорд с максимальным количеством открытых струн. Если время затухания звучания аккорда превышает 30 секунд, то кантилена есть, если это время составляет менее 30 секунд, то такой инструмент лишён кантилены и является продуктом «второго сорта».

## Жанр
Древнейший памятник французской литературы конца IX века назывался «Кантилена о святой Евлалии».
Применительно к средневековой музыке Западной Европы XIII—XV веков кантилена обозначала два близких жанра. Прежде всего кантилена — это небольшое светское одноголосное или многоголосное вокальное произведение эпического или лирико-эпического жанра с инструментальным сопровождением. Кроме того, кантиленами называли и танцевальные песни.
С конца XVII века слово «кантиленна» обозначает песню вообще, а также произведения с напевной мелодией.

## Мелодия
Под определение кантилены как свободно льющейся напевной мелодии широкого дыхания подходят многие русские народные песни. Образцы кантилены можно встретить также в операх и ораториях Прокофьева, Шостаковича и произведениях итальянских композиторов.
Певучесть, кантиленность вокального исполнения — результат правильной техники голосообразования и звуковедения. Кантилена позволяет певцу наиболее полно раскрыть выразительные возможности своего голоса, мастерство владения им.